# Flaga Permu
Flaga Permu (ros: Флаг Перми) – oficjalny symbol samorządowy rosyjskiego miasta Perm, przyjęty w obecnej formie 8 czerwca 1999 roku przez radę miejską.

## Opis
Flaga miasta Perm to prostokątny materiał w proporcjach (szerokość do długości) – 2:3 o jednolitej czerwonej barwie. Pośrodku srebrny niedźwiedź zwrócony w lewą stronę (heraldyczną prawą), znajdujący się w chodzie, z jedną z łap uniesionych, o czarnych uszach, oczach i pazurach. Na grzbiecie zwierzęcia złota księga Ewangelii, udekorowana krzyżem prawosławnym koloru czarnego na jej frontowej okładce. Nad Ewangelią srebrny krzyż w formie maltańskiej. Niedźwiedź powinien zajmować 2/5 flagi.  

## Symbolika i historia
Flaga Permu jest dokładnym odwzorowaniem herbu miasta. Niedźwiedź jest związany z wierzeniami zamieszkujących te tereny Komi-Permiaków dla których był zwierzęciem świętym oraz uchodził za patrona tego ludu. Jest on także symbolem siły oraz potęgi, a także ma odzwierciedlać piękno przyrody i zasoby naturalne znajdujące się wokół Permu. Ewangelia wraz z krzyżem wskazują na ważną rolę chrześcijaństwa w rozwoju kulturalnym regionu oraz szerzeniu wiedzy oraz szkolnictwa, które za sprawą prawosławia dotarły do miasta. Czerwień symbolizować ma znaczenie miasta jako stolicy Kraju Permskiego.
Już w czasach Imperium Rosyjskiego niedźwiedź pełnił rolę symbolu miasta, a także pojawiał się na sztandarach. Jednak miasto zarówno za czasów imperialnych jak i sowieckich nie posiadało oficjalnej flagi. Sytuacja zmieniła się dopiero wraz z rozpadem Związku Radzieckiego i przemianami jakie zachodziły w Federacji Rosyjskiej w czasach postsowieckich. 8 czerwca 1999 r. Permska Rada Miasta zaakceptowała projekt flagi, który otrzymał numer 288 w Państwowym heraldycznym rejestrze Federacji Rosyjskiej. 10 listopada 1999 r. flaga pierwszy raz zawisła nad budynkami permskiej administracji. Jej użycie regulowane jest specjalną uchwałą miejskiej rady. Na jej podstawie musi ona powiewać nad budynkami władz miejskich oraz znajdować się w biurach i na salach posiedzeń najwyższych władz związanych z permskim samorządem, zarówno prawodawczych jak i wykonawczych. Powinna być wywieszana w czasie świąt i uroczystości państwowych oraz miejskich. W przypadku jednoczesnego użycia z flagą Rosji, flaga Permu nie może być większa od flagi państwowej i (z perspektywy widza) powinna być umieszczana po jej prawej stronie.